# 武汉大学高等研究院

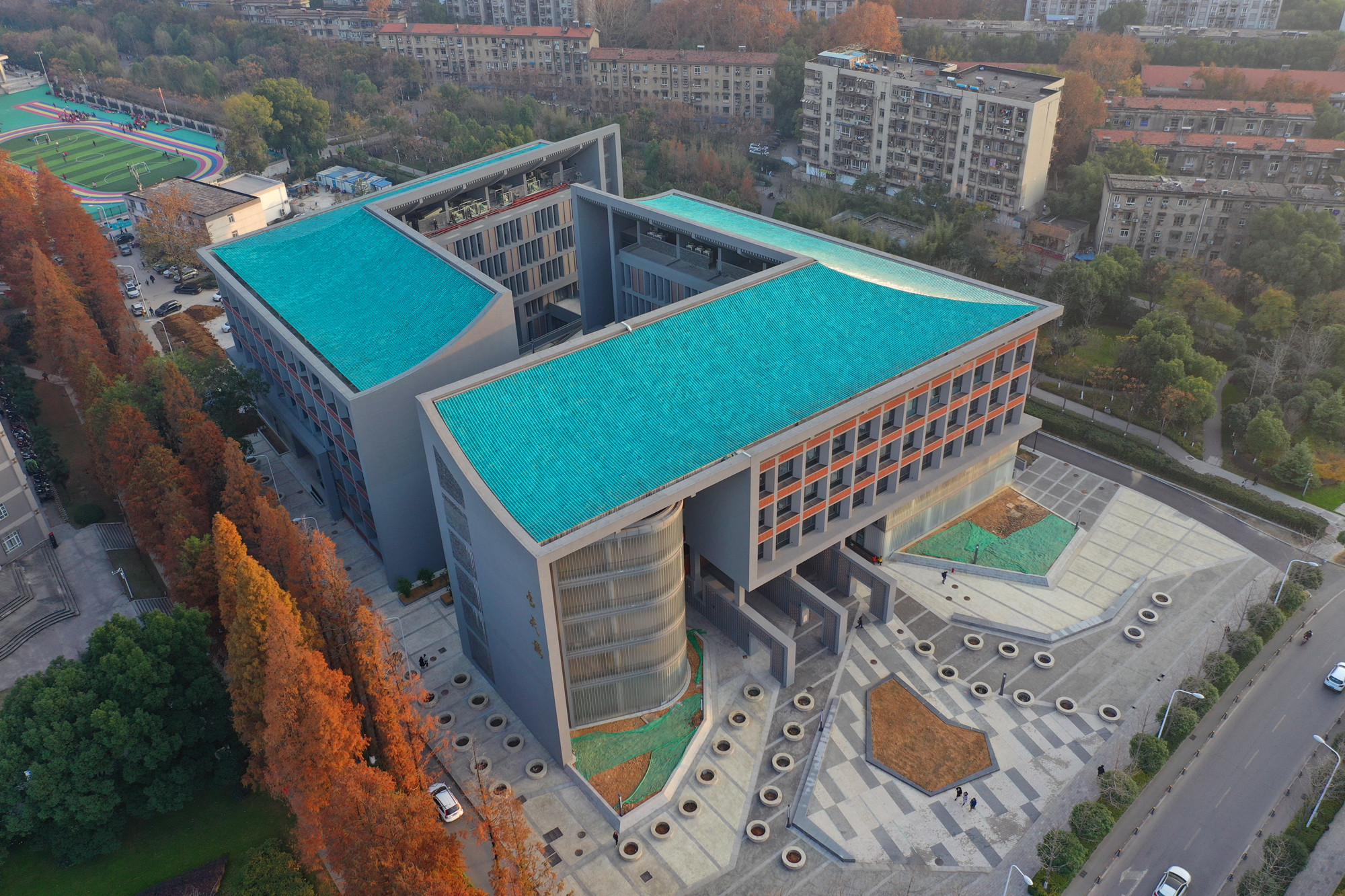

武汉大学高等研究院，是直属于武汉大学的科研实体机构，相对独立运行。研究人员在各学科领域根据各自方向开展相对灵活自主的学科内或跨学科研究。

## 历史
2014年武汉大学从北京大学全职引进中国科学院院士朱玉贤牵头组建。

## 研究领域
- 数理科学
- 生命科学
- 信息与工程科学
- 材料科学
- 社会与管理科学[1]